# Louis-Victor de Caux de Blacquetot
Pour les articles homonymes, voir Caux (homonymie).
Pour les autres membres des familles, voir Pierre-Jean de Caux de Blacquetot et Jean-Baptiste de Caux de Blacquetot.
Louis-Victor de Caux, vicomte de Blacquetot, né le 23 mai 1775 à Douai et mort le 6 juin 1845 à Saint-Germain-en-Laye, est un général de division de la Révolution française et du Premier Empire et homme politique français.

## Biographie
Fils du général Jean-Baptiste de Caux de Blacquetot (1723-1793), Louis-Victor de Caux descendait d'une famille d'ingénieurs militaire : son arrière-grand-père, son grand-père, son père et ses oncles, furent lieutenants-généraux des armées, et inspecteurs du génie. Le jeune Blacquetot suivit aussi la carrière des armes, où sa famille s'était déjà illustrée.

### Guerres révolutionnaires
Il subit avec succès les examens ordinaires à l'âge de 18 ans, et est admis le 1er mars 1793, en qualité d'élève sous-lieutenant, à l'école du génie de Mézières. Passé lieutenant le 1er août suivant, il est employé à l'armée des Ardennes au commencement de l'an II, et est destitué comme noble le 6 frimaire (26 novembre) de la même année.
Réintégré le 16 germinal an III avec le grade de capitaine il est promu chef de bataillon le 1er août 1799, et employé en qualité de sous-directeur des fortifications le 14 thermidor an VII à l'armée du Rhin sous les ordres de Moreau, et fait la campagne de l'an VIII. Il signe avec le comte de Bubna l'armistice de Paftsdorf.
Il prend part aux affaires d'Erbach, de Burgrieden, les 26 floréal et 23 prairial, au combat de Dillingen le 29, ainsi qu'au passage du Danube le 30 du même mois. Chargé par le général en chef d'établir un camp sur les hauteurs de Donawert avant l'ouverture de la campagne de l'an IX, il s'acquitte de cette mission avec une grande habileté, commande le génie au corps de gauche, à celui des flanqueurs et à celui du centre, et est désigné à la cessation des hostilités pour faire exécuter l'armistice dans les places d'Ulm, d'Ingolstadt et de Philippsbourg.

### Guerres napoléoniennes
Employé à l'armée des côtes de l'Océan en l'an XII et en l'an XIII, il est fait membre de la Légion d'Honneur le 25 prairial an XII, sert à la Grande Armée pendant les trois premiers mois de l'an XIV, et est rappelé en 1806 pour remplir à l'armée de réserve les fonctions de chef d'état-major du premier inspecteur-général du génie.
En 1807, le général Clarke, ministre de la Guerre, appelle près de lui le chef de bataillon Decaux pour diriger la division du génie. Ce dernier montre dans ses nouvelles fonctions les talents d'un administrateur consommé. Il est créé chevalier de l'Empire le 2 juillet 1808. Il quitte momentanément ce service pour aller prendre le commandement du génie à l'armée formée à Anvers en 1809, sous les ordres du prince de Ponte-Corvo. Les savantes combinaisons qu'il sait prendre contribuent beaucoup à faire échouer l'expédition anglaise contre Walcheren, à l'embouchure de l'Escaut en 1809. C'est par ses soins que s'élevent des forts sur les rives de l'Escaut, et que 5 à 600 bouches à feu, arrêtant les efforts de l'armée combinée, mettent Anvers et les rives de l'Escaut à l'abri de toutes nouvelles tentatives.
Après cette glorieuse campagne, il rentre au ministère de la Guerre, et est promu colonel le 7 mars 1810, et baron de l'Empire par décret du 15 août de la même année (lettres patentes du 11 novembre 1813). Nommé en 1811, général de brigade et inspecteur du génie, il est chargé en 1814, de négociations importantes avec le duc de Wellington.

### Député, ministre et pair de France
Maintenu dans ses fonctions sous la première Restauration, chevalier de Saint-Louis le 27 juin 1814, officier de la Légion d'honneur le 29 juillet, il conserve sa position au ministère pendant les Cent-Jours et après le second retour des Bourbons.
À la seconde Restauration, le duc de Richelieu le nomme commissaire du roi pour l'exécution des conventions militaires relatives à la répartition des troupes alliées d'occupation sur le territoire français. Le général Decaux sut rendre cette occupation moins lourde et moins onéreuse aussi. À l'époque de l'évacuation totale du territoire français, il reçoit l'autorisation de porter les décorations qui lui ont été envoyées par plusieurs cours étrangères, et notamment celle de l'ordre de Sainte-Anne de 1re classe de Russie, pour sa coopération au maintien de l'harmonie entre leurs troupes et les habitants. En récompense de ses services le gouvernement du roi le nomme conseiller d'État en service ordinaire en 1817, en y ajoutant le 17 février 1817, le titre de vicomte.
Il est créé successivement commandeur de la Légion d'honneur et commandeur de Saint-Louis les 18 mai 1820 et 3 janvier 1823. Par ordonnance royale du 9 du même mois, il est attaché en qualité de conseiller d'État au comité de la guerre et appelé le 26 mars suivant à la direction générale du personnel de la guerre pendant l'absence du lieutenant-général comte de Coëtlosquet. Le vicomte Decaux est élevé au grade de lieutenant-général le 30 juillet, et remplit depuis le 5 novembre les fonctions de directeur-général de l'administration de la guerre.
En 1822 et 1823, il est un des plus fervents partisans de l'expédition contre les libéraux espagnols qui coûte à la France 400 millions de francs.
Le 17 novembre 1827, il est élu, par 110 voix sur 153 votants et 186 inscrits, député du 5e arrondissement électoral du Nord contre Royer-Collard (38 voix). Il siège parmi les libéraux dévoués à la monarchie, et doit à sa haute réputation d'intégrité d'être appelé au ministère de la guerre dans le cabinet Martignac le 4 janvier 1828. Son passage dans cette place est marqué par d'importantes améliorations, il supprime les abus, et sans charger le trésor de nouvelles dépenses, par d'utiles économies augmente le bien-être de l'officier et du soldat. Il organise le volet militaire de l'expédition de Morée. Il est remplacé le 8 août 1829, par le comte de Bourmont.
Il a été promu grand officier de la Légion d'honneur le 8 novembre 1827, et à sa sortie du ministère, il reçoit le titre de ministre d'État le 8 août 1829 et la grand-croix de l'ordre royal et militaire de Saint-Louis.
Il est réélu par 108 voix sur 197 votants et 215 inscrits comme député le 23 juin 1830, contre Joseph de L'Épine (87 voix). Il ne parait à la tribune que pour rendre compte de la situation de l'armée.
Il renouvelle le 13 août la demande de retraite qu'il a déjà faite l'année précédente. Le 17 du même mois elle est accueillie et signée par le roi Louis-Philippe Ier, qui le 11 octobre 1832, l'appelle à siéger à la Chambre des pairs. Il siége à la Chambre haute dans la majorité ministérielle et continue, comme il l'a toujours fait de s'occuper de toutes les questions relatives à l'état militaire. Le roi lui donne la grand-croix de la Légion d'honneur le 30 mai 1837.
Le général-vicomte de Blacquetot est mort à Saint-Germain-en-Laye le 6 juin 1845 et est inhumé au cimetière ancien de Saint-Germain-en-Laye.

## Famille
Il a épousé le 24 novembre 1800, Claire-Françoise-Iphigénie Destouff de Milet de Mureau (17 juin 1778 - Toulon 8 juillet 1862 - Saint-Germain-en-Laye). Il est propriétaire d'une jolie maison de campagne à Bagneux, dont on admire les jardins sur la route de Bagneux à Fontenay-aux-Roses. Dans les allées, on peut voir en assez grand nombre de pintades originaires d'Afrique, et qu'on élève depuis peu en France

## Titres
- Chevalier de Blacquetot et de l'Empire (lettres patentes du 2 juillet 1808 avec dotation de 500 francs sur le Monte Napoleone (it) le 8 septembre 1808) ;
- Baron de Blacquetot et de l'Empire (décret du 29 décembre avec dotation de 4 000 francs, lettres patentes du 11 novembre 1813) ;
- Vicomte (17 février 1817, lettres patentes du 31 janvier 1818) ;

## Décorations
France ;
- Légion d'honneur[3] :
  - Chevalier de la Légion d'honneur (25 prairial an XII), puis,
  - Officier de la Légion d'honneur (29 juillet 1814), puis,
  - Commandeur de la Légion d'honneur (18 mai 1820), puis,
  - Grand officier de la Légion d'honneur (3 novembre 1827), puis,
  -  Grand-croix de la Légion d'honneur (30 mai 1837) ;
- Ordre royal et militaire de Saint-Louis :
  - Chevalier de Saint-Louis (27 juin 1814), puis,
  - Commandeur de Saint-Louis (3 janvier 1823), puis,
  - Grand-croix de Saint-Louis (8 août 1829) ;

 Royaume d'Espagne
- Grand-croix de l'Ordre de Charles III ;
- Grand-croix de l'Ordre de Saint-Ferdinand d'Espagne ;
- Grand-croix de l'ordre d'Isabelle la Catholique ;

 Empire d'Autriche
- Commandeur de l'Ordre impérial de Léopold ;

Royaume de Hanovre
- Commandeur de l'Ordre royal des Guelfes ;

 Royaume de Saxe
- Commandeur de l’Ordre de Saint-Henri de Saxe ;

 Empire russe
- Chevalier de 1re classe de l'Ordre de Sainte-Anne ;

## Autres fonctions
- Conseiller d'État en service ordinaire (1817 - 4 janvier 1828) ;
- Ministre de la guerre dans le cabinet Martignac (4 janvier 1828 - 7 août 1829) ;
- Député du Nord (17 novembre 1827 - 16 mai 1830) ;
- Député du Nord  (23 juin 1830 - 28 juillet 1830) ;
- Pair de France (11 octobre 1832) ;

## Liens